# Vinkristin
Vinkristin je alkaloid rožnatega zimzelena. Uporablja se kot učinkovina za zdravljenje različnih vrst raka, saj zavira mitozo (jedrno delitev celice).

## Mehanizem delovanja
Vinkristin se veže na tubulinske dimere in preprečuje njihovo združevanje v mikrotubule. Mikrotubuli tvorijo med drugim citoskelet in delitveno vreteno ter so ključni v procesu mitoze, in sicer v metafazi celičnega cikla. S tem ko zavrejo mitozo, preprečujejo delitev celic in zato prizadenejo zlasti hitro deleče celice, kamor spadajo rakave celice, pa tudi celice črevesnega epitelija in kostnega mozga. 

## Uporaba
Vinkristin se uporablja intravensko pri različnih vrstah raka, zlasti pri ne-Hodgkinovem limfomu, Hodgkinovem limfomu in tudi pri akutni limfoblastni levkemiji, nefroblastomu. Občasno se uporablja tudi kot zaviralec imunske odzivnosti (imunosupresiv), na primer pri zdravljenju trombotične trombocitopenične purpure ali kronične idiopatične trombocitopenične purpure. Pro otroških levkemijah ga uporabljajo v kombinaciji s prednizonom.

## Neželeni učinki
Glavni neželeni učinki vinkristina so periferna nevropatija, hiponatremija, zaprtje in izpadanje las.
Periferna nevropatija (poškodba živcev) je lahko tako huda, da je lahko vzrok prekinitve zdravljenja. 
Aplikacijna vinkristina v hrbtenični kanal (intratekalna aplikacija) je zelo nevarna in povzroči pri skorajda 100 % bolnikov smrt. 